# Ulla Brockenhuus-Schack
Ulla grevinde Brockenhuus-Schack, født Reinholdt (født 22. oktober 1961) er en dansk erhvervsleder, som siden 2005 har været managing partner i SEED Capital Denmark.
Hun er uddannet fra Handelshøjskolen i København og har en MBA i strategi og innovation fra Columbia Business School 1988. Hun er bestyrelsesmedlem i Mary Fonden, Oticon Fonden, William Demant Invest A/S , Amminex, Expanite, OrderYoyo og Tivoli A/S samt bestyrelsesmedlem i DVCA. Hun er også næstformand af repræsentantskab for Fonden for Entreprenørskab. Hun er medlem af VL-gruppe 1.
Hun er gift med kammerherre og hofjægermester Michael Brockenhuus-Schack, som ejer Giesegård ved Ringsted. 